# Tommaso Maurizi
Tommaso Maurizi (Artena, 16 marzo 1968) è un dirigente sportivo, ex calciatore ed ex giocatore di calcio a 5 italiano, di ruolo attaccante.
È fratello di Agenore Maurizi, anch'egli ex calciatore e allenatore.

## Carriera

### Giocatore
Cresciuto nell'ALMAS di Roma, nel 1985 si trasferisce al Piacenza, che lo aggrega alla formazione Primavera. Con gli emiliani esordisce in Serie C1, nella stagione 1985-1986, ed è titolare nella finale della Coppa Anglo-Italiana vinta per 5-1 contro il Pontedera.
Resta al Piacenza fino al 1988, come riserva di Gianfranco Serioli, e poi passa per una stagione in prestito alla Massese, in Serie C2. Nel 1989 rientra al Piacenza, che nella sessione autunnale del mercato lo cede definitivamente alla Virescit Bergamo. Prosegue la carriera tornando a militare nel Lazio, con Valmontone, Frosinone e Viterbese, con cui disputa la sua stagione più prolifica realizzando 21 reti nel Campionato Nazionale Dilettanti 1993-1994 e laureandosi capocannoniere del girone. Nel 1994 viene ingaggiato dal Teramo, neopromosso in Serie C2, ma nel mercato autunnale passa alla Ternana, nel Campionato Nazionale Dilettanti, e con i rossoverdi ottiene l'ammissione in Serie C2. Dopo un'altra stagione in Umbria, nel 1996 si trasferisce ai messinesi del Peloro, prima di ritornare in Serie C2 con il Marsala.
Disputa le sue due ultime stagioni con il Gubbio (promosso in Serie C2) e infine nel San Marino, nel Campionato Nazionale Dilettanti 1998-1999. Nel 1999 lascia il calcio a 11 e viene ingaggiato dal Genzano Calcio a 5, allenato dal fratello Agenore. Con la formazione laziale gioca 26 partite di campionato, contribuendo alla conquista dello scudetto e della Coppa Italia, prima di lasciare l'attività agonistica.

### Dirigente
Resta brevemente nel calcio a 5 come direttore sportivo della Lazio, nella stagione 2002-2003, e poi nel 2004-2005 alla Roma, sempre a fianco del fratello. Tornato al calcio a 11, a partire dal 2006 è direttore generale della Vis Artena, di cui diventa presidente nel 2010. Nel 2013 passa al Palestrina (Serie D), con le mansioni di direttore sportivo. Dal 2020 al 2022 è responsabile dell'area tecnica della Vis Artena.

## Palmarès

### Calcio

#### Club
- Coppa Anglo-Italiana: 1

Piacenza: 1986
- Campionato italiano Serie C1: 1

Piacenza: 1986-1987
- Campionato Nazionale Dilettanti: 1

Gubbio: 1997-1998

#### Individuale
- Capocannoniere del Campionato Nazionale Dilettanti: 1

1993-1994 - girone F (21 gol)

### Calcio a 5

#### Club
- Serie A (calcio a 5): 1

Genzano: 1999-2000
- Coppa Italia (calcio a 5): 1

Genzano: 1999-2000